# Monastère des Saints-Apôtres (Muş)
Pour les articles homonymes, voir Monastère des Saints-Apôtres.
Le monastère des Saints-Apôtres ou monastère Sourp Arakelots (en arménien Սուրբ Առաքելոց Վանք, Sourp Arakelots) est un ancien monastère arménien situé en dehors des frontières arméniennes, en Turquie près de l'actuelle ville de Muş. Fondé selon la tradition par saint Grégoire l'Illuminateur au IVe siècle mais ne se développant qu'à partir des Xe et XIe siècles, cet important centre religieux arménien a été fortement endommagé lors du génocide arménien et dynamité par les autorités locales après 1960.

## Situation géographique
Pour des articles plus généraux, voir Tôroubéran et Taron (Arménie).
Les ruines de Sourp Arakelots se situent à 4 kilomètres au sud de la ville de Muş en Turquie, sur le flanc sud-est du mont Tirnkatar, à 1 750 m d'altitude. Il se dressait dans la région historique arménienne du Taron, dans l'ancienne province de Tôroubéran.

## Histoire

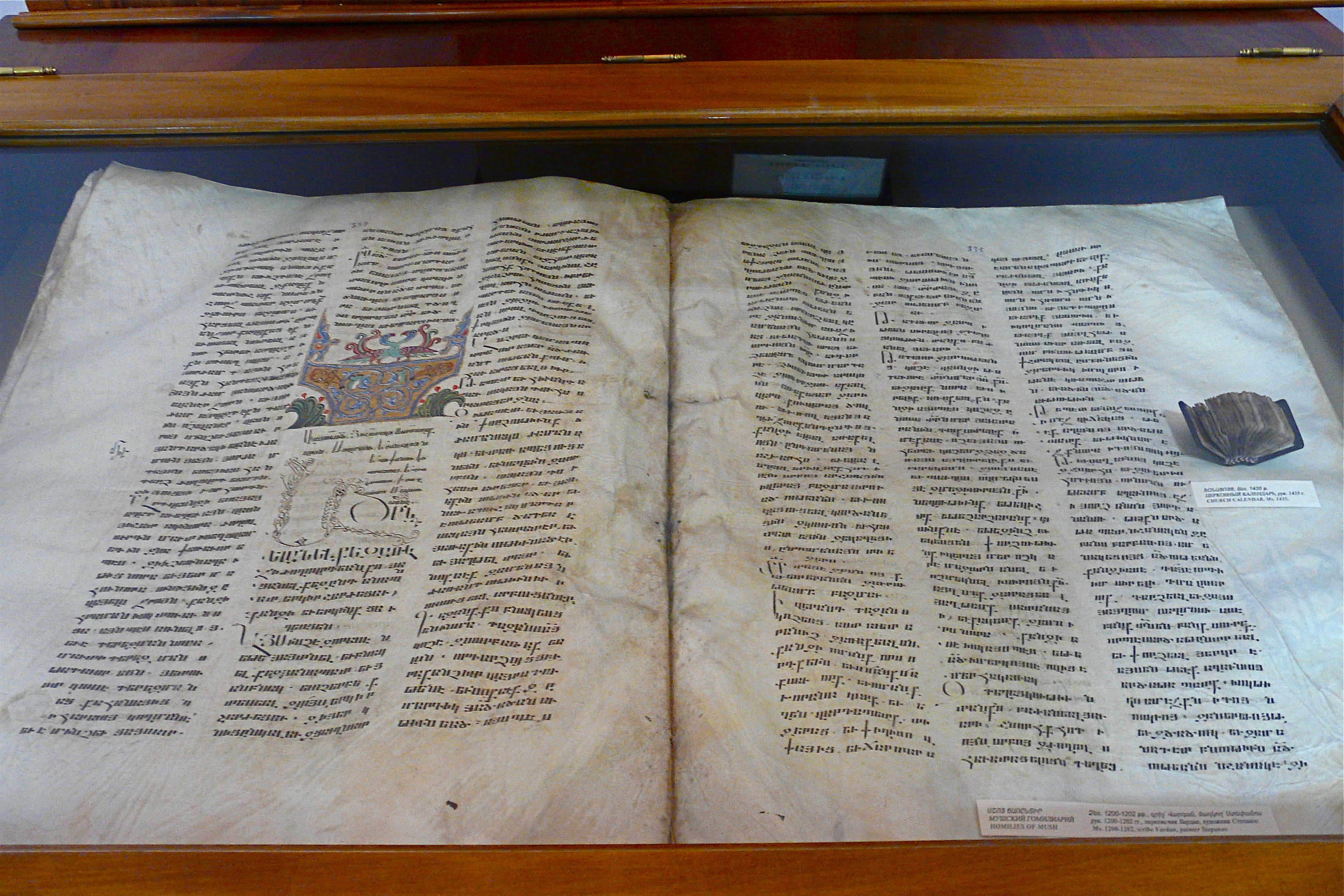
Homéliaire de Mouch, (1200-1202), Ms. 7729 (avec à droite le plus petit manuscrit arménien, un calendrier liturgique, XVe siècle, Ms. 7728), Matenadaran, Erevan.

La tradition populaire fait remonter la fondation du monastère à l'époque de saint Grégoire l'Illuminateur au IVe siècle : ce dernier y aurait déposé des reliques des Apôtres (d'où le nom du monastère) ramenées de Rome. Selon Zénob de Glag, les reliques étaient la main gauche de l'apôtre André et celle de l'Evangéliste Saint Luc. Il se développe cependant seulement aux Xe et XIe siècles avec la reprise en main de la région par les Mamikonian, et connaît un essor marqué au XIIe siècle ; des rénovations ont lieu en 1125, 1614, 1663 et 1791. 
Le monastère est un des principaux centres religieux arméniens, et son scriptorium est renommé ; y est notamment réalisé l'Homéliaire de Mouch, le plus grand des manuscrits arméniens.
Le monastère est pillé en 1895 lors des massacres hamidiens, mais continue à fonctionner jusqu'au génocide arménien. Relativement en bon état en 1960, la partie principale du monastère est dynamitée par la suite par les autorités et est aujourd'hui complètement ruinée.

## Bâtiments
Pour un article plus général, voir Architecture arménienne.

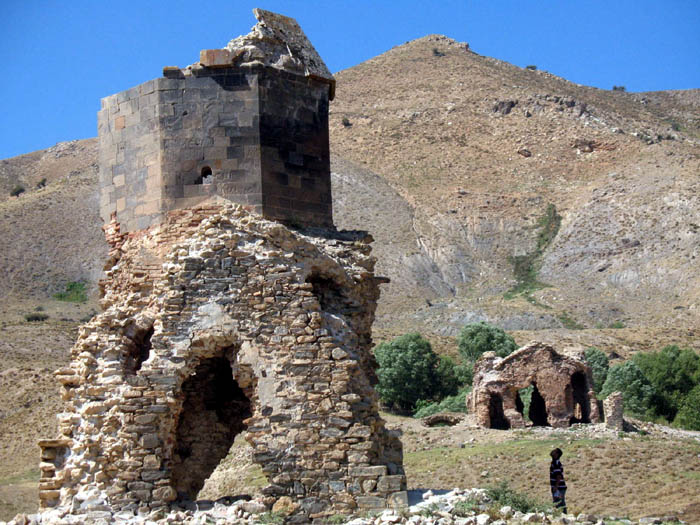
Ruines du monastère en 2010.

L'église principale du lieu, Sourp Arakelots, pourrait remonter au Xe siècle et était bâtie en briques et mortier. Il s'agissait d'une croix inscrite cloisonnée fermée complétée de chapelles de coin à deux étages, avec arcs et voûtes en plein cintre ; elle était surmontée d'un tambour octogonal et d'un toit pyramidal. On peut encore discerner des restes de décors peints dans ses ruines. La porte de son entrée, en noyer, réalisée en 1134 par les sculpteurs Toros, Grigor et Lukas, fut dérobée par les Allemands pendant la Première Guerre mondiale mais récupérée par les Russes lors de leur occupation de la région en 1916. Elle est aujourd'hui conservée au Musée d'histoire de l'Arménie à Erevan. 
L'église était flanquée à l'ouest d'un gavit érigé en 1555 et aujourd'hui détruit, de plan carré et comptant quatre piliers surmontant un petit dôme. Lui-même était flanqué à l'ouest d'une tour-clocher (1791) à trois niveaux dont seul le premier subsiste. Deux chapelles étaient adossées à l'église principale : Sourp Gevork (« Saint-Georges ») au nord et Sourp Stepanos (« Saint-Étienne », 1663, une mononef dotée d'une abside) au sud. 
Enfin, 300 m à l'est se dresse la seconde église du site, Sourp Taddeos (« Saint-Thaddée »), une croix inscrite en tuf, dont la datation est incertaine ; son dôme orné de stalactites est supporté par quatre arc et surmonté d'un tambour octogonal à l'extérieur et cylindrique à l'intérieur.
L'ensemble monastique était entouré d'une muraille.